# Alpaida constant
Alpaida constant är en spindelart som beskrevs av Levi 1988. Alpaida constant ingår i släktet Alpaida och familjen hjulspindlar. Inga underarter finns listade i Catalogue of Life.